# Тутученко Семен Павлович
Семен Павлович Тутученко (2 лютого 1913, Решети — 4 січня 1994, Київ) — український архітектор. Під час німецько-радянської війни — учасник диверсійних загонів НКВС СРСР у тилу німецької армії. Згодом начальник штабу Окремого кавалерійського дивізіону партизанської дивізії НКВД СРСР. За бойові дії нагороджений званням Герой Радянського Союзу.

## Біографія
Народився 2 лютого 1913 року в селі Решети на етнографічній українській території Сірий Клин (тепер Кочковського району Новосибірської області) в бідній селянській родині. Українець. Член ВКП(б) з 1949 року. З 1929 року — робітник заводу в місті Джизаці. У 1931 році приїхав до Москви і працював електрозварником на одному з підприємств міста, одночасно навчався на робітфаку художників. У 1934 році вступив до Московського архітектурного інституту і в 1940 році успішно його закінчив. Працював архітектором у Москві до січня 1941 року.
У 1941 році призваний до лав Червоної Армії. Коли почалася німецько-радянська війна, брав участь у боях під Смоленськом. Під натиском німецьких військ разом з військовою частиною відступав на південний схід. У вересні 1941 року біля села Воздвиженського на Сумщині був важко поранений. Місцеві колгоспники приховували його в селі й лікували. Набравшись сил, встановив зв'язки з такими ж, як він, оточенцями, і вони всі разом почали шукати партизанів. Коли на початку 1942 року на хуторі Говоруновому з'явилися партизани-ковпаківці, С. П. Тутученко і його товариші відразу ж влилися в їхній загін. Спочатку він був зарахований рядовим бійцем Путивльського партизанського загону. В одному з боїв під Путивлем захопив у гітлерівців ротний міномет і нищив ворога цією зброєю. Деякий час був у комендантському взводі.
Під час підготовки з'єднання партизанських загонів Сумської області під командуванням Сидора Ковпака до рейду на Правобережну Україну С. П. Тутученка призначили працівником штабу з'єднання. Все своє вміння архітектора-художника С. П. Тутученко вкладав в близьку йому за фахом штабну роботу. Він ретельно викреслював маршрути походів і схеми ударів по військових об'єктах противника, наносив на карту місця стоянок, бойових дій і диверсій партизанських загонів. Як секретар комсомольської організації 4-ї роти, С. П. Тутученко багато часу проводив серед молодих партизан, разом з ними ходив на диверсійні операції, в розвідку.
Під час виходу з'єднання з Карпат 17 партизан на чолі з С. П. Тутученком були відірвані від основних сил і виходили з гір самостійно. Партизани пройшли по Кам'янець-Подільській і Житомирській областях і вийшли в призначений командуванням район.
В кінці 1943 року з'єднання партизанських загонів Сумської області, реорганізоване в Першу Українську партизанську дивізію, готувалося до нового рейду на Сян і Віслу. С. П. Тутученка призначають начальником штабу кавалерійського дивізіону під командуванням Олександра Ленкіна. З перших днів виходу в рейд кавалерійський дивізіон був найманевренішим підрозділом. Раптовими нальотами кавалеристи паралізували рух на важливих магістралях противника, громили його військові об'єкти і гарнізони ще до підходу основних партизанських сил. Це дезорієнтувало окупантів, не давало можливості своєчасно визначити головний напрям дивізії і тактичні плани її командування.

Могила Семена Тутученка

Під час Львівського рейду, маневруючи в тилу ворога, партизани відвернули на себе кілька дивізій. Становище стало критичним, особливо коли поблизу села Могильниці дивізія була притиснута до річки Бугу. Вихід був тільки один: захопити 500-метровий міст через Буг, що добре охоронявся гітлерівцями, знищити його і таким чином відірватися від переслідувань ворога. Першим мав прорватися через міст ескадрон на чолі з С. П. Тутученком. Після приголомшливого натиску міст був захоплений, а коли через нього переправилася партизанська дивізія, його підірвали. У середині червня 1944 року C. П. Тутученко був поранений і відправлений на лікування.
Указом Президії Верховної Ради СРСР від 7 серпня 1944 року за проявлені доблесть і героїзм у боях з німецько-фашистськими загарбниками Семену Тутученку присвоєно звання Героя Радянського Союзу з врученням ордена Леніна і медалі «Золота Зірка» (№ 4329).
Після війни С. П. Тутученко працював архітектором. Був секретарем Спілки архітекторів СРСР, керівником сектора теорії архітектури Київського науково-дослідного інституту теорії, історії і перспективних проблем архітектури. Кандидат наук, автор понад 80 наукових робіт. За його проектами побудовано більше 100 споруд, 17 монументів партизанської слави. У їх числі — Будинок уряду в Кишиневі, пам'ятник «Героям Сумщини» в Сумах, пам'ятник «Партизанам-ковпаківцям» в місті Яремче, пам'ятник С. А. Ковпаку в місті Путивлі, житлові будинки в містах Києві та Севастополі та інші.

Монумент «Героям Сумщини» в Сумах

Мешкав у Києві. Помер у 80-річному віці 4 січня 1994 року. Похований разом з родиною на Байковому кладовищі у Києві (ділянка № 49а, 50°24′59.97″ пн. ш. 30°30′6.01″ сх. д. / 50.4166583° пн. ш. 30.5016694° сх. д.).

## Нагороди
Нагороджений орденом Леніна, орденом Червоної Зірки, медалями, а також польським орденом Золотий Хрест «Віртуті мілітарі».

## Пам'ять
У Спадщанському лісі під містом Путивлем (Сумська область) на алеї Героїв встановлено бюст С. П. Тутученка.